# Rd4
Rd4 is een afvalverwerkingsbedrijf in Nederlands Zuid-Limburg.
Rd4 staat voor Reinigingsdiensten 4 waarbij de 4 verwijst naar de vier gemeenten die het bedrijf in 1998 hebben opgestart: Brunssum, Heerlen, Kerkrade en Landgraaf.
Reinigingsdiensten Rd4 verzorgt in elf gemeenten de inzameling en verwerking van afvalstromen. Het bedrijf doet dat in Beekdaelen, Brunssum, Eijsden-Margraten, Gulpen-Wittem, Heerlen, Kerkrade, Landgraaf, Simpelveld, Vaals en Voerendaal.
Rd4 houdt zich bezig met het inzamelen van huisvuil en bedrijfsafval, de exploitatie van milieuparken en kringloopwinkels. Het bedrijf heeft ongeveer 360 medewerkers, een wagenpark van honderd voertuigen en een verzorgingsgebied van 260.000 inwoners en 3.500 bedrijven. Rd4 verzamelt jaarlijks 180.000.000 kilo afval.
Het hoofdkantoor bevindt zich in Heerlen. 
Rd4 beheert elf milieuparken in Brunssum, Heerlen, Kerkrade, Landgraaf, Margraten, Rijckholt, Vaals, Valkenburg, Beatrixhaven (Maastricht), Randwyck (Maastricht), en Het Rondeel (Maastricht).
Rd4 exploiteert kringloopwinkels in Heerlen, Kerkrade en Margraten.